# Trichostomum fastigiatum
Trichostomum fastigiatum là một loài rêu trong họ Pottiaceae. Loài này được Wallr. mô tả khoa học đầu tiên năm 1831.